# Kouřimský graduál
Kouřimský graduál je latinský iluminovaný rukopis z roku 1470. Graduál je součástí sbírek dnešní Národní knihovny České republiky (sign. XIV.A.1). Jeho bohatá malířská výzdoba spolu s úctyhodnými rozměry jej řadí k významným památkám pozdně gotického období v Čechách. Rozměry tohoto rukopisu jsou 65 cm x 43,5 cm. Graduale civitatis Gurimensis, jak zní také jeho jméno, vznikl nejspíše pro kostel v Kouřimi.  
Rukopis byl zcela jistě užíván v Kouřimi i v 16. století, jak dosvědčuje záznam na předním přídeští: Idcirco et ego deprecor iugiter Deum, ut dignetur civitatem hanc Gurymam patriam meam cum omnibus habitantibus in ea protegere...
Kouřimský graduál čítá 289 (290) fólií, psací látkou byl pergamen. Dochovala se vazba, tedy dřevěné desky potažené kůží se slepotiskovou výzdobou se sedmi rámci s rostlinnými a figurálními motivy. Řemínky ani kování nejsou dochovány.

## Hudební notace
Notace prakticky v celém rukopisu. Rhombická notace ve čtyřlinkové osnově, klíče C, F. Deset řad notové osnovy na listu. Na fol. 1v mladší zápis z 16. století, rhombicko-virgální a černá mensurální notace v pětilinkové osnově, klíče F, C.

## Obsah
Kouřimský graduál obsahuje:
1. Versus
2. Antiphona, Credo
3. Ordinarium missae
4. Proprium de tempore
5. Tropus ad introitum in dominica prima adventus
6. In die palmarum antiphonae et responsorium ad processionem
7. Dominica Resurrectionis antiphonae et responsorium ad processionem
8. Missa in dedicatione ecclesiae
9. Proprium de sanctis
10. Commune sanctorum
11. Missae de beata virgine Maria
12. Officium defunctorum
13. Introitus cum psalmis
14. Liber sequentiarum fine carens
15. Sequentiae proprii de tempore et de sanctis
16. Sequentia Ave verbi dei parens virginum humilitas
17. Sequentia Illibata mente sana
18. Sequentiae communis sanctorum
19. Sequentiae de beata virgine Maria
20. Credo

### Výzdoba
Výzdoba Kouřimského graduálu zde popsaná je výběrová, více v digitální knihovně Manuscriptorium. Iluminátorem rukopisu byl pravděpodobně Jan Mikus (Mikuš) z Hradce Králové.
- fol. 24v: Iniciála A, v ní sv. Řehoř.
- fol. 39r: Iniciála P, v ní Narození Páně.
- fol. 45r: Iniciála E, v ní Tři králové klanící se Kristu.
- fol. 119v: Iniciála R, v ní Vzkříšení Krista.
- fol. 161v: Iniciála T, v ní zobrazen kostel.
- fol. 167v: Iniciála S, v ní Obětování Krista.
- fol. 181v: Iniciála G, v ní Korunování P. Marie.
- fol. 221v: Iniciála S, v ní P. Maria s Ježíškem.